# Damià Sabater Tous
Damià "Dami" Sabater Tous (nascut el 3 de febrer de 1996) és un futbolista mallorquí que juga com a migcampista a l'Inter Club d'Escaldes.

## Carrera esportiva
Nascut a Palma, Illes Balears, Damià es va graduar al sistema juvenil del RCD Mallorca local i va debutar amb el filial a la campanya 2014–15, a Segona Divisió B. El 7 de juny de 2015 va debutar amb el primer equip, començant com a titular en una derrota per 0-2 fora de casa contra el CD Mirandés al campionat de la Segona Divisió.
El 12 d'agost de 2015 Damià va signar un nou contracte de quatre anys amb el club, ascendint definitivament a la plantilla del primer equip. Va marcar el seu primer gol com a professional el 24 d'abril de l'any següent, però en una derrota per 1–2 contra el CD Lugo.
El 31 de gener de 2017, Damià va ser cedit al Lugo de segona categoria fins al final de la la temporada. En tornar, va aparèixer regularment perquè el seu equip aconseguia l'ascens des de la tercera divisió.
El 30 de juliol de 2018, Damià va fitxar per un altre equip filial, el RCD Espanyol B, després de rescindir el seu contracte amb el Mallorca.